# Apage
Apage je starogrčka reč (grč. άπαγε) koja se često koristila kao uzvik u imperativu kada znači odlazi.
Upotrebljavala se tokom rituala egzorcizma u srednjem veku ili kao borbeni poklič za prilikom oponašanja srednjovekovnih borbi.